# British Rail Class 458
British Rail Class 458 "Juniper" – typ elektrycznych zespołów trakcyjnych produkowanych w latach 1998 - 2000 przez zakład koncernu Alstom w Birmingham. Model ten należy do rodziny pociągów Juniper, obejmującej również składy typu British Rail Class 334 i British Rail Class 460. Obecnie jedynym przewoźnikiem eksploatującym pociągi tego typu jest firma South West Trains, w barwach której najczęściej kursują na trasie z Londynu do Reading. Dotychczas dostarczono 30 zestawów.

## Linki zewnętrzne

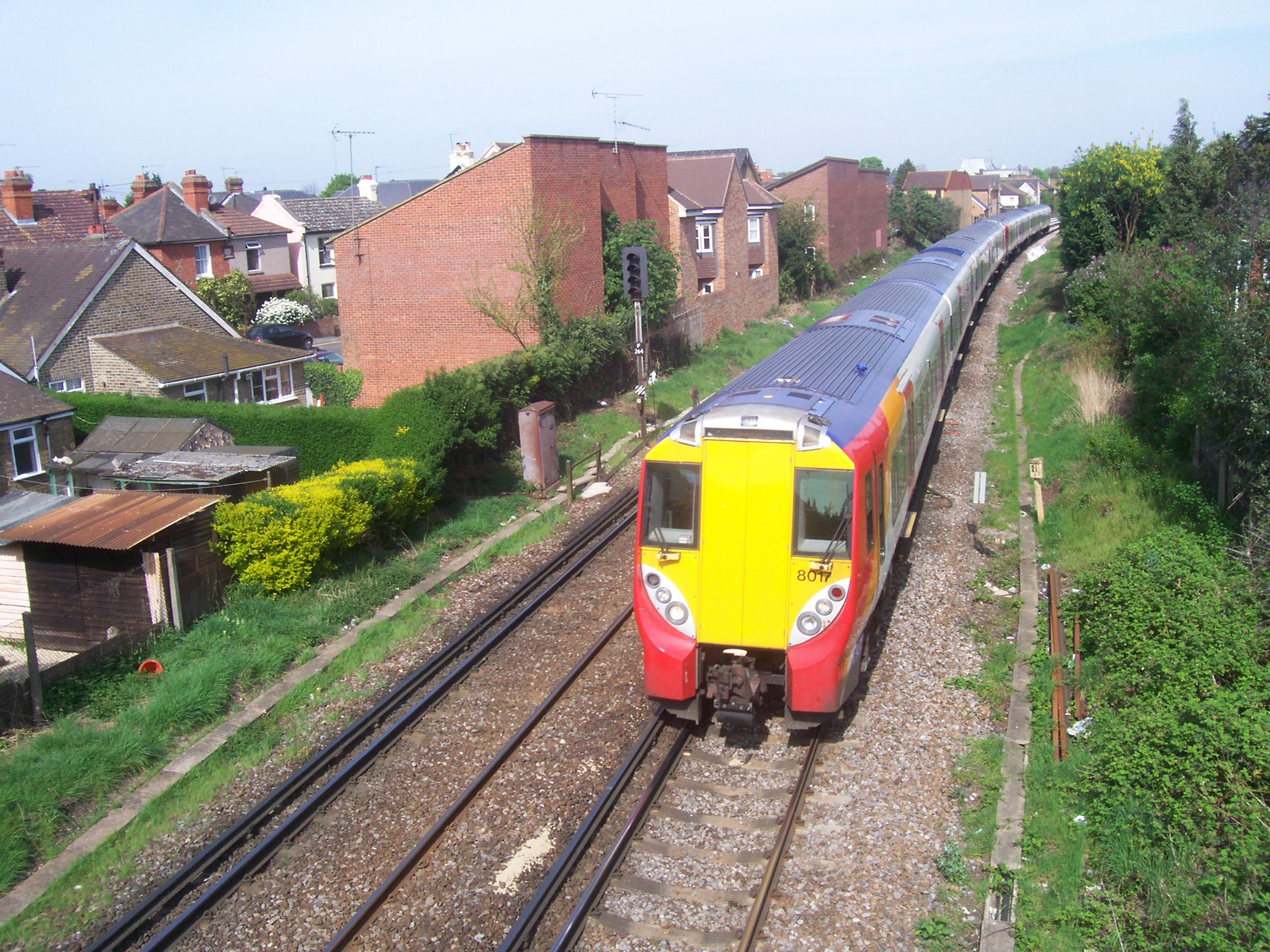
Pociąg na trasie